# Interdyscyplinarne Centrum Nowoczesnych Technologii UMK w Toruniu

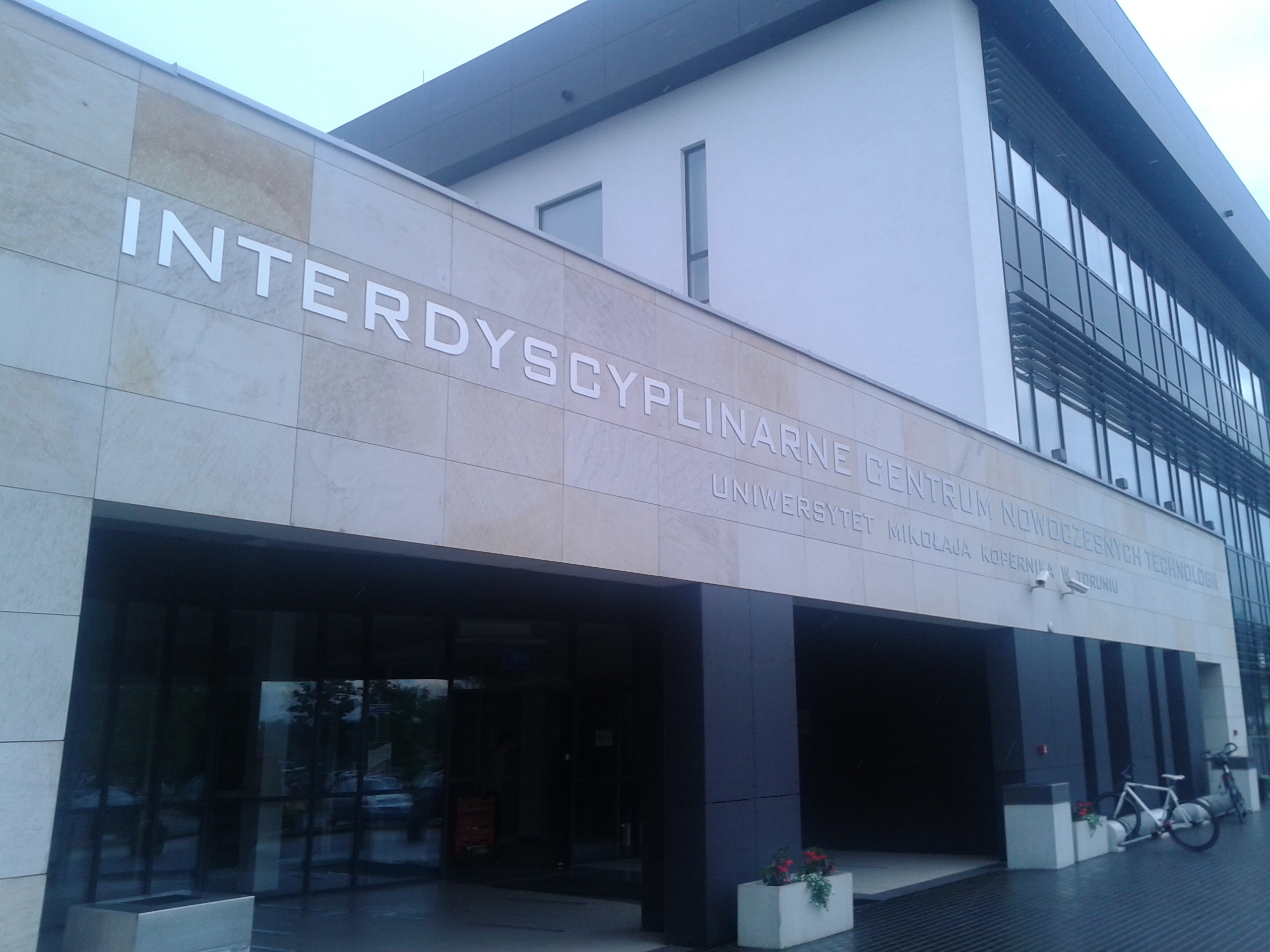
Wejście do budynku

Interdyscyplinarne Centrum Nowoczesnych Technologii UMK w Toruniu – ośrodek badawczy Uniwersytetu Mikołaja Kopernika w Toruniu, którego celem jest badanie i rozwój nowoczesnych technologii, w tym łączących zdobycze nauk humanistycznych, społecznych, ścisłych, technicznych, medycznych i o zdrowiu. Siedziba Centrum znajduje się przy ul. Wileńskiej 4.

## Charakterystyka
Centrum rozpoczęło funkcjonowanie w 2013 roku, a w zamyśle jego pomysłodawców ma się przyczyniać do szybszego i sprawniejszego wdrażania innowacyjnych rozwiązań w regionie oraz do rozwijania konkurencyjności przedsiębiorstw i gospodarki lokalnej, jak również ma być ono łącznikiem świata nauki ze światem biznesu.

## Zespoły
Zespoły badawcze:
- Genomika funkcjonalna w badaniach biologicznych i biomedycznych
- Centrum Metod Separacyjnych i Bioanalitycznych (BioSep)
- Zespół Interdyscyplinarnej Fizyki i Informatyki (ZIFI)
- Innowacyjne techniki badania mózgu człowieka w zdrowiu i chorobie

Z ICNT UMK związana jest międzynarodowa grupa badawcza InteRDoCTor.

## Naukowcy
Naukowcy związani z ICNT UMK:
- Aleksander Araszkiewicz – kierownik zespołu IV
- Bibianna Bałaj – Laboratorium Neurokognitywne (ZIFI)
- Bogusław Buszewski – kierownik BioSep
- Joanna Dreszer-Droborób – Laboratorium Neurokognitywne (ZIFI)
- Włodzisław Duch – kierownik Laboratorium Neurokognitywnego (ZIFI)
- Tomasz Komendziński – Laboratorium Neurokognitywne (ZIFI), inicjator zespołu InteRDoCTor
- Jerzy Łukaszewicz – dyrektor ICNT UMK
- Wiesław Nowak – kierownik ZIFI
- Emilia Mikołajewska – Laboratorium Neurokognitywne (ZIFI)
- Chandra Pareek – kierownik zespołu I
- Tomasz Piotrowski – Laboratorium Neurokognitywne (ZIFI)